# De Blauwe Kamer (steenfabriek)
De Blauwe Kamer was een steenfabriek in Wageningen. Het terrein bevindt zich bij het veer Opheusden aan de Nederrijn. Het voormalig terrein van de steenfabriek is in handen van Het Utrechts Landschap en is onderdeel van natuurgebied Blauwe Kamer. Van de steenfabriek zijn diverse restanten terug te vinden zoals de 27 meter hoge schoorsteen. Deze was van origine twee keer zo hoog. Onder de schoorsteen bevindt zich de originele ovenruimte. Deze is inmiddels volledig begroeid en wordt bewoond door diverse insecten en vleermuizen. Bij warm weer zoeken konik-paarden verkoeling in de grote ruimte. Ook van een aantal bijgebouwen zoals de smederij zijn veranderd in ruïnes. In de voormalige droogschuur bevindt zich een restaurant en bezoekerscentrum.
De steenfabriek is gebouwd rond 1880 en was tot 1975 in bedrijf. De steenfabriek had in het begin veldovens, waarin stenen werden gebakken van klei uit de uiterwaarden. Vanaf 1918 werd er gebruik gemaakt van een ringoven, waarin na de Tweede Wereldoorlog wekelijks 500.000 bakstenen werden gebakken. De wijk Tuindorp in Utrecht is voor een groot deel met stenen uit de Blauwe Kamer gebouwd.

## Afbeeldingen

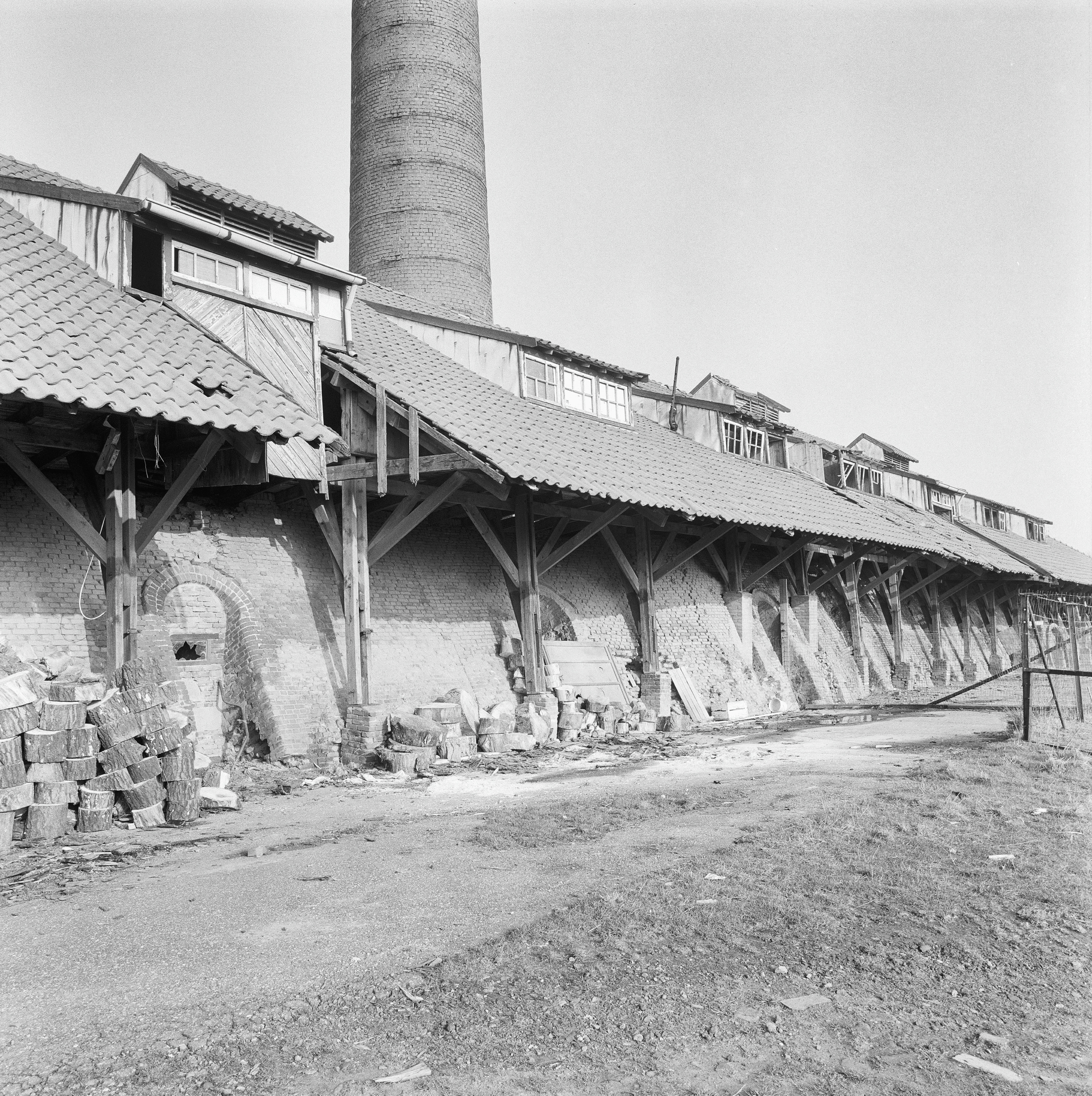
Exterieur in 1989
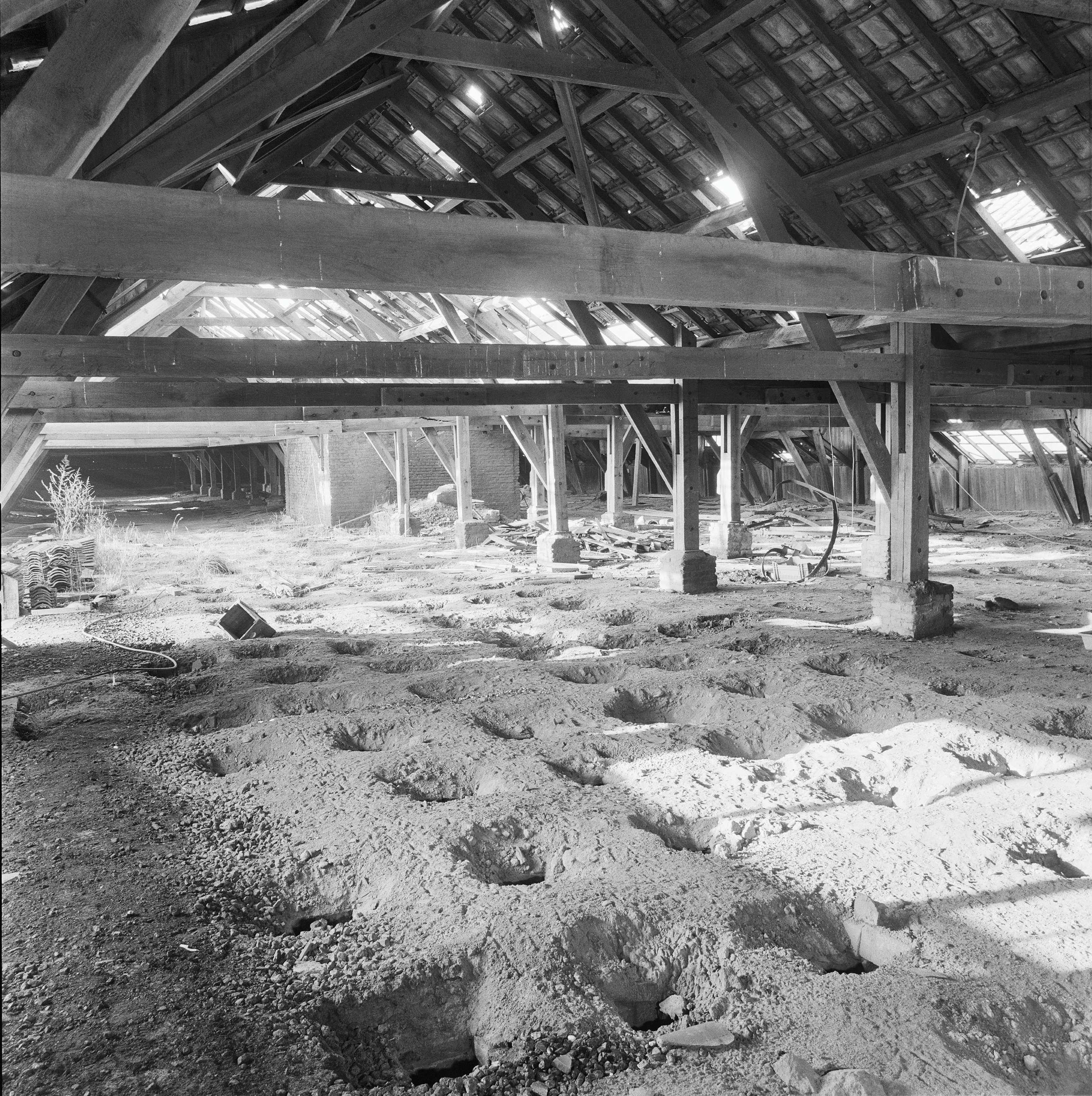
Interieur in 1989
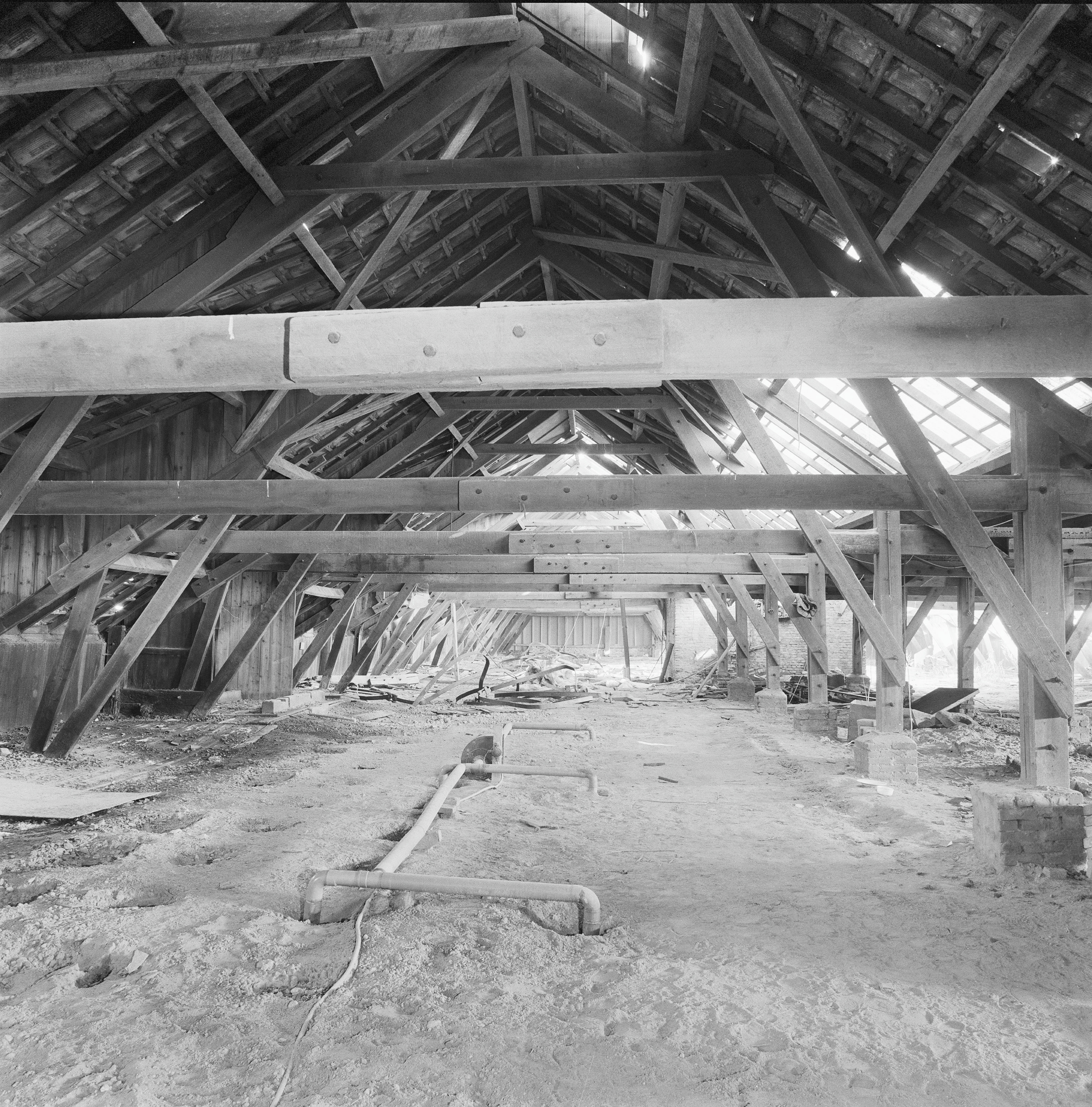
Interieur in 1989
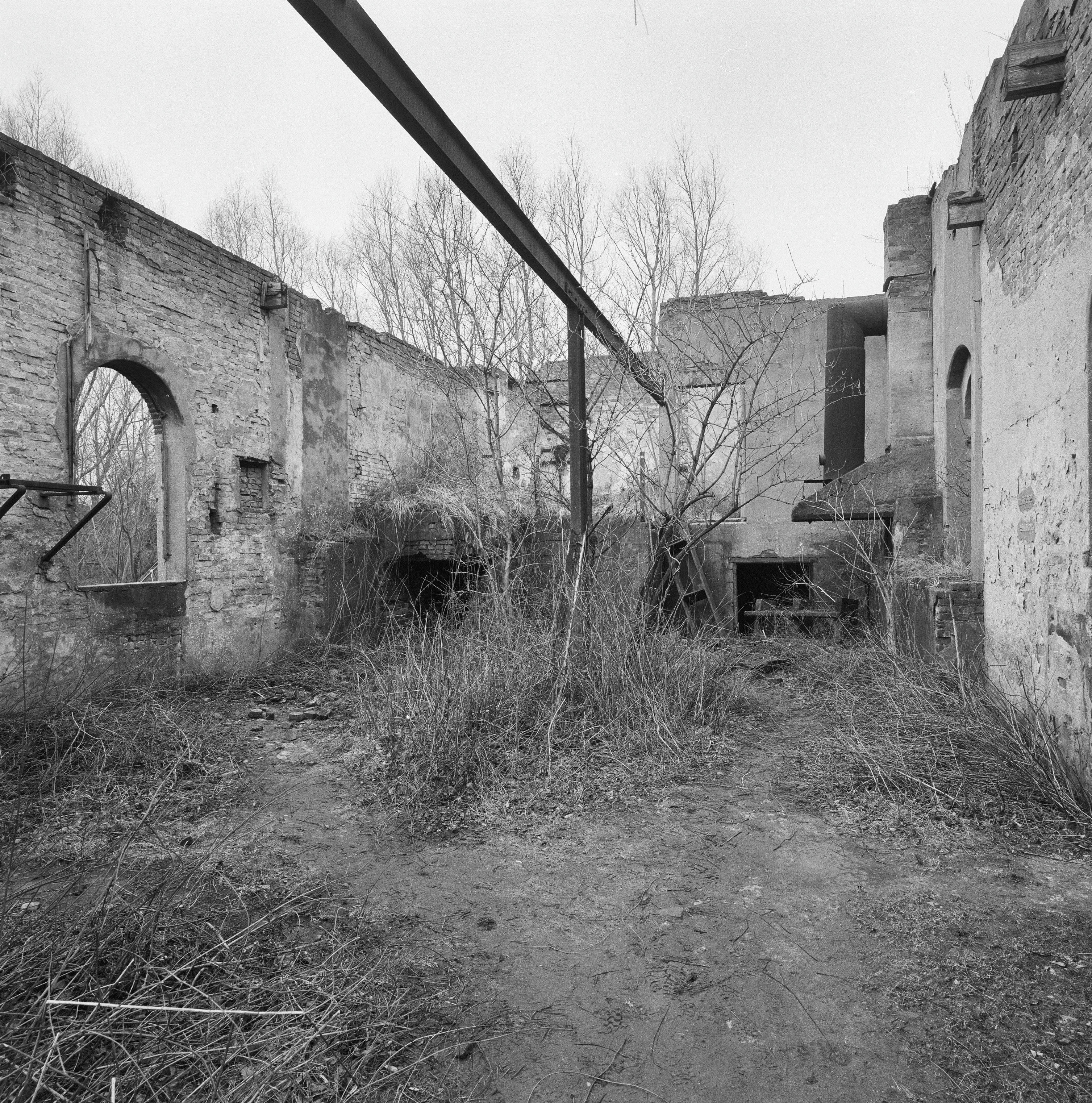
Restanten bijgebouw anno 1996
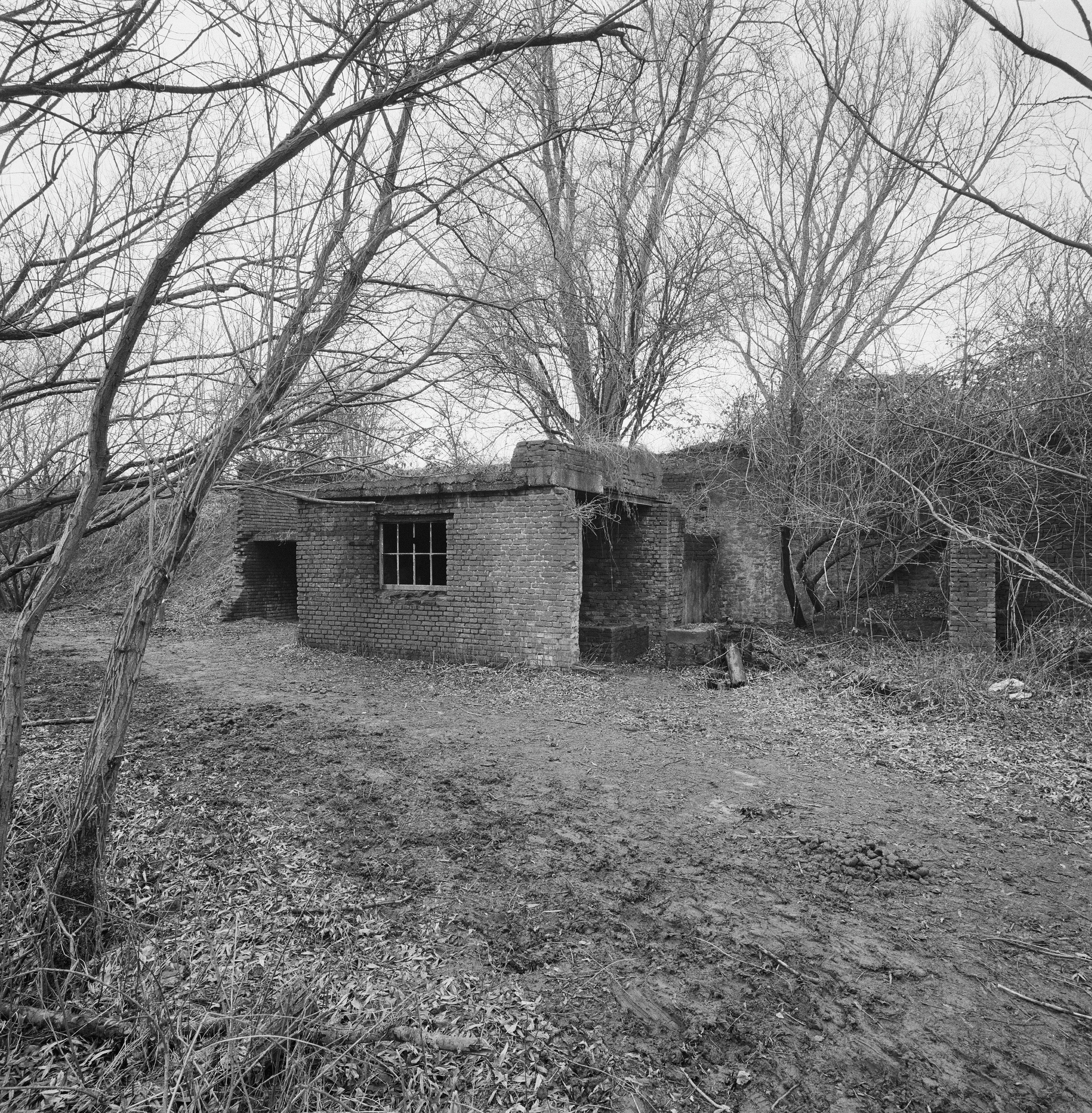
Restanten smederij anno 1996
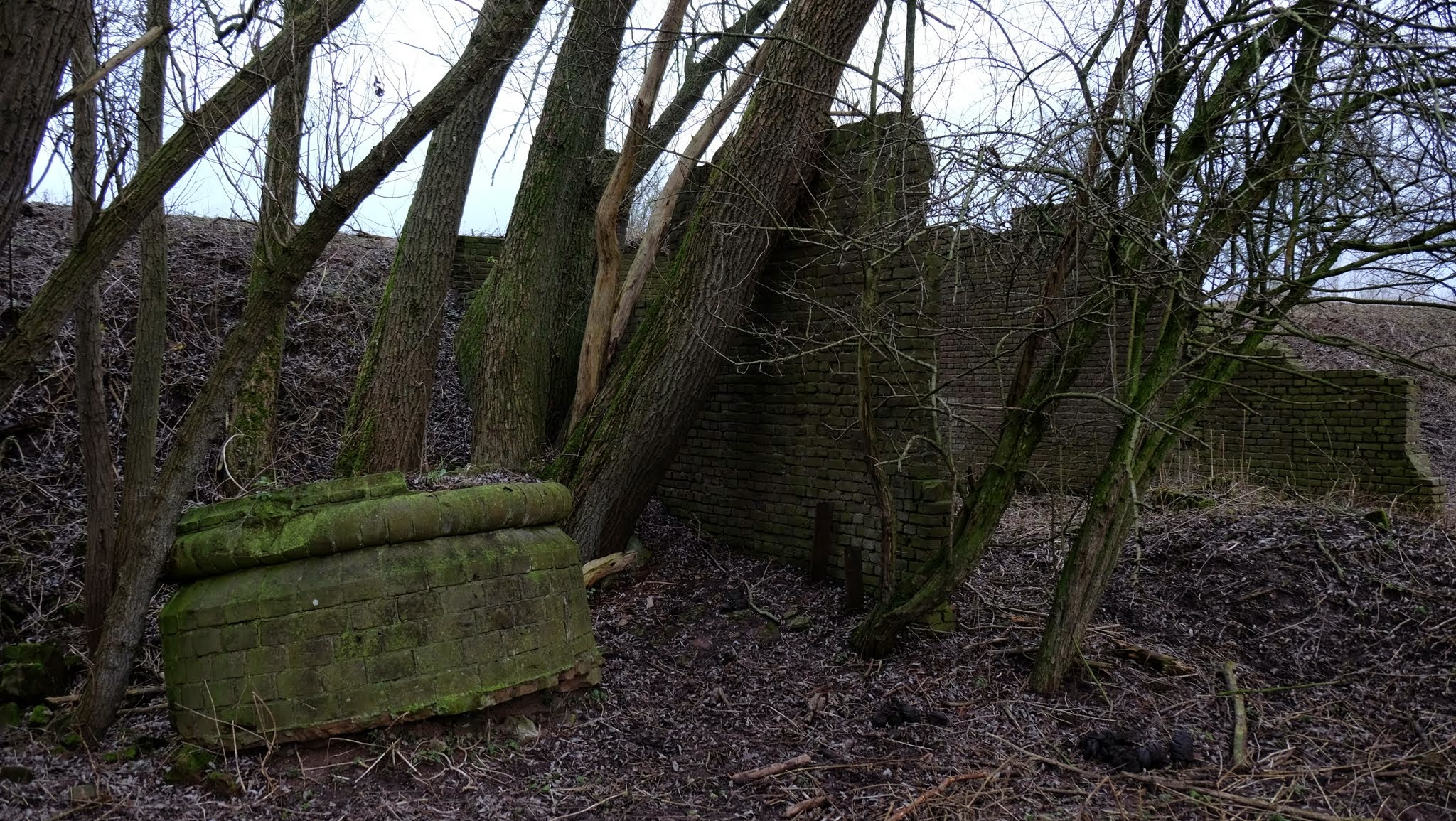
Het terrein in 2015
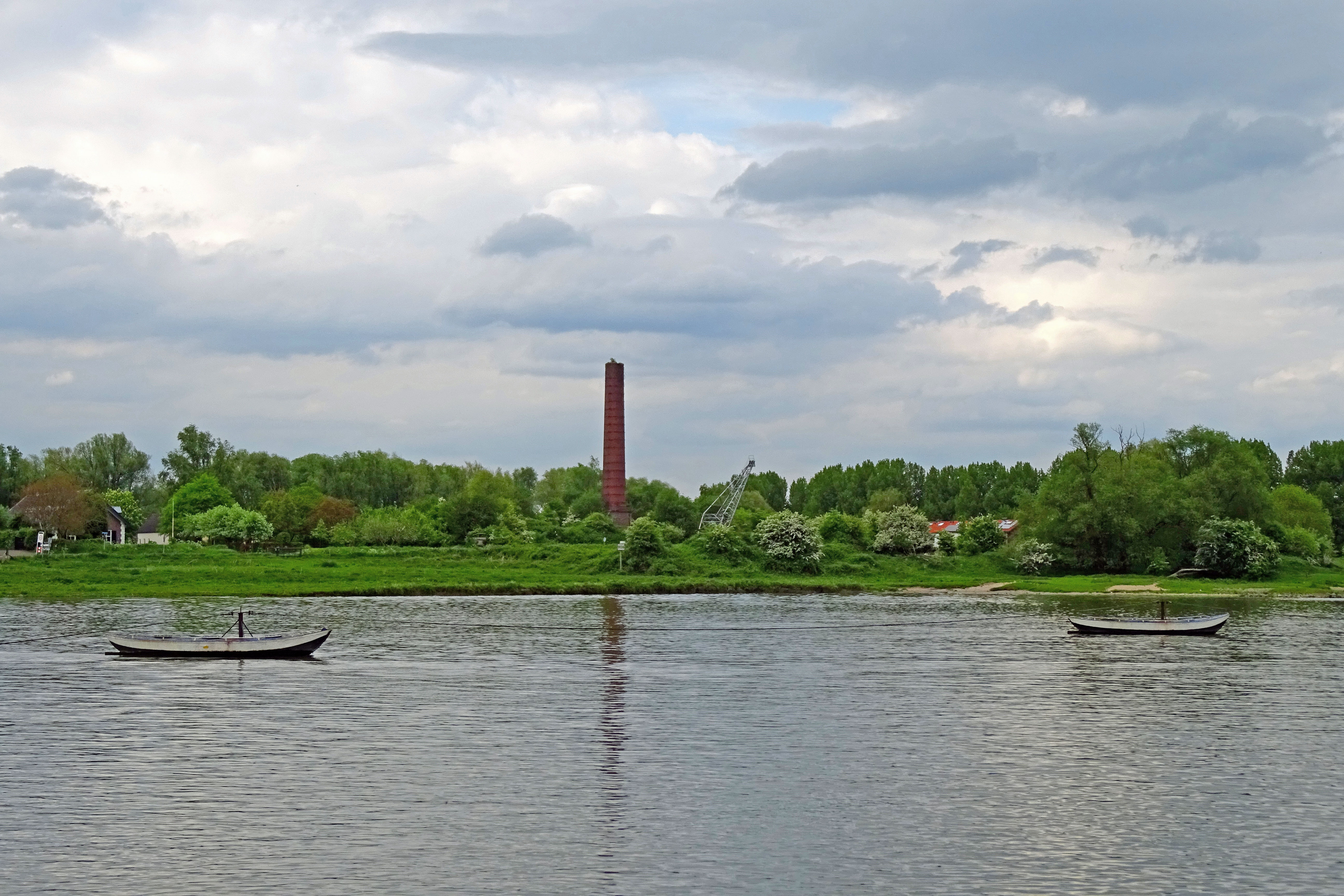
Schoorsteen van de voormalige fabriek anno 2017